# Кипарисос (дем Агринио)
Вижте пояснителната страница за други значения на Кипарисос.
Кипарисос (на гръцки: Κυπάρισσος) със старо име до 1912 г. Търнова (на гръцки: Τέρνοβα) е планинско село в дем Агринио, Гърция. 
Намира се на 28 км северно от Агринио на 520 м надморска височина на северозападните склонове на Панетолико. В северната част на селото има църква посветена на Света Петка.